# Aleurocanthus multispinosus
Aleurocanthus multispinosus là một loài côn trùng cánh nửa trong họ Aleyrodidae, phân họ Aleyrodinae.
Aleurocanthus multispinosus được Dumbleton miêu tả khoa học đầu tiên năm 1961.